# Jacques Parrain Des Coutures
Jacques Parrain Des Coutures, baron normand, né à Avranches en 1645 et mort en 1702, est un écrivain et traducteur français.
Ayant quitté les armes pour l'étude, il se fit auteur de commentaires bibliques et de réflexions morales ainsi que traducteur de la Genèse et d'auteurs latins. Il fut, selon Jean-Baptiste Glaire, « un littérateur médiocre » et, selon François-Xavier de Feller, « un écrivain aussi fécond qu'ennuyeux ».
Il se fit connaître surtout pour sa traduction de Lucrèce, dont Voltaire disait qu'elle était « la meilleure qu’on ait en France ». Basée sur celle de Michel de Marolles, dont Des Coutures avait voulu corriger les erreurs, elle fut supplantée par les nouvelles traductions qui apparurent vers le milieu du XVIIIe siècle.
Des Coutures n’était pas riche ; ses créanciers ayant obtenu un jugement contre lui, firent saisir ses meubles. Il les fit enlever pendant la nuit et ne laissa dans son logis que ce quatrain charbonné sur le mur :
Créanciers, maudite canaille,
Commissaire, huissiers et recors
Vous aurez bien le diable au corps
Si vous emportez la muraille.

## Œuvres
- Les Œuvres de Lucrèce, contenant la philosophie sur la physique, où l'origine de toutes choses (2 volumes, 1685)
- L'Esprit de l'Écriture sainte, ou Examen de plusieurs endroits des livres saints (2 volumes, 1686)
- La Morale Universelle, contenant les éloges de la morale, de l'homme, de la femme et du mariage. Avec un traité des passions, de l'invention de la musique, contre l'orgueil, l'envie et l'ingratitude (1687)
- La Genèse, avec des reflexions qui éclaircissent ce qu'il y a de plus difficile dans le sens litteral (4 volumes, 1687)
- La Vie de la très sainte Vierge mère de Dieu, tirée de l'Écriture, de la tradition, des conciles et des docteurs (1688)
- La Vie de sainte Geneviève, avec l'éloge de Mme de Miramion (1697)
- Apulée. De l'Esprit familier de Socrate (1698)

## Sources
- François-Xavier de Feller, Dictionnaire historique ; ou, Histoire abrégée des hommes qui se sont fait un nom, Liège, Riger, 1791
- Jean-Baptiste Glaire, Dictionnaire universel des sciences ecclésiastiques, Paris, Poussielgue, 1868
- Ferdinand Hoefer, Nouvelle Biographie générale, Paris, Firmin-Didot, t. 5, 1855, p. 292
- Voltaire, Le Siècle de Louis XIV, Paris, Garnier frères, 1878